# María José Urrutia
María José Urrutia Sánchez (Chile; 17 de diciembre de 1993) es una futbolista chilena. Juega de delantera y su equipo actual es Colo-Colo. Es internacional absoluta con la selección de Chile desde 2018.
Es la primera y única jugadora chilena que ha convertido un gol en una Copa Mundial.

## Trayectoria

### Universidad Católica
Urrutia comenzó a jugar fútbol en el 2007, tras haber practicado tenis y natación. Con 14 años llegó a las inferiores de la Universidad Católica. Debutó en el primer equipo de la franja a los 16 años.

### Palestino
En 2018 fichó en Palestino. Con el club árabe llegó a la final del campeonato, donde perdió ante Santiago Morning por 3-2, María José anotó los dos goles de descuento.

### 3B da Amazônia
En febrero de 2019 fichó por el AE 3B da Amazônia de Brasil, junto a sus compatriotas Maryorie Hernández, Yipsy Ojeda y Nicole Sanhueza.

### Regreso a Palestino
El 31 de julio de 2019 regresó a Palestino.

## Selección nacional
Urrutia por la selección sub-17 de Chile obtuvo el segundo lugar en el Campeonato Sudamericano Femenino Sub-17 de 2010 en Brasil, y luego jugó en la Copa Mundial Femenina de Fútbol Sub-17 de 2010 en Trinidad y Tobago.
En 2013 entrenó con la selección de Chile, aunque dejó de lado su participación internacional por su embarazo.
Fue parte de la selección chilena que consiguió el segundo lugar en la Copa América 2018, obteniendo así un cupo para la Copa Mundial de 2019 en Francia, la primera de Chile. Se convirtió en la primera y, única hasta la edición de este torneo, en convertir en un mundial. Tanto anotado en el 2-0 ante Tailandia (el primero fue un autogol).
En julio de 2019, anunció su renuncia debido a su malestar por la decisión de la ANFP de otorgar el cupo a Copa Libertadores Femenina 2019 a Colo-Colo, y el argumento de su elección.
Jugó como guardameta en la final de los Juegos Panamericanos de 2023 tras una pésima gestión por parte de la ANFP luego de que no estuvieran disponibles para la final las arqueras Christiane Endler y Antonia Canales.

## Clubes
| Club                 | País   | Año         |
| -------------------- | ------ | ----------- |
| Universidad Católica | Chile  | 2010 - 2018 |
| Palestino            | Chile  | 2018        |
| AE 3B da Amazônia    | Brasil | 2019        |
| Palestino            | Chile  | 2019 - 2020 |
| Colo-Colo            | Chile  | 2021 -      |

## Palmarés

### Distinciones individuales
| Distinción                                                                                | Año  |
| ----------------------------------------------------------------------------------------- | ---- |
| Mejor jugadora de fútbol femenino, según la ANFP                                          | 2018 |
| Mejor deportista del fútbol femenino de Chile, según el Círculo de Periodistas Deportivos | 2023 |

## Vida personal
En 2014 fue madre de Sofía.
En 2023 contrajo el acuerdo de unión civil con la también futbolista Maryorie Hernández.